# Dunja Arnaszus
Dunja Arnaszus (* 7. Juli 1970 in Göttingen) ist eine deutsche Hörspielautorin, Schauspielerin, Dramaturgin und Dozentin.

## Leben
Dunja Arnaszus trat unter anderem in England als Zirkus- und Performance-Künstlerin auf.
In den Jahren 2007 und 2008 arbeitete sie als Dramaturgin an der Volksbühne Berlin. Sie begleitete dort eine Inszenierung von Faust 2 in der Regie von Silvia Rieger sowie Nord von Louis-Ferdinand Céline und eine Neuinszenierung des Erich-Kästner-Romans Emil und die Detektive, beide in der Regie von Frank Castorf. Außerdem leitete sie die monatliche Veranstaltungsreihe „Hörbühne“, bei der Hörspiele vorgeführt und mit den Machern diskutiert wurden. Dunja Arnaszus ist Mitglied der Akademie der Künste, Berlin und lebt in Hamburg.

## Werk
Ihr Hörspieldebüt Nebeneinander Gehen (DLF 2006), ein an die Konzeptkunst von Sophie Calle und an den Kinofilm Die fabelhafte Welt der Amélie erinnerndes Stück, handelt von der Figur Martha Westphal, die nach einem strengen Regelkanon ihr unbekannte Passanten für jeweils drei Minuten begleitet. In ihrem als „familiäres Phantasma“ untertitelten Stück Die Nächsten Besten (NDR 2010), einer Art Prequel zu Nebeneinander Gehen taucht Martha als kleines Mädchen wieder auf. Als Tochter einer Physikerin und eines Biologen wohnt sie der Lösung jeglicher Energieprobleme bei, als in einer Hochzeit aus Teilchenphysik und Molekulargenetik die Bewegungsenergie von Hundegrippeviren nutzbar gemacht wird. Beide Stücke waren für den Hörspielpreis der Kriegsblinden nominiert.
Ebenfalls für diesen Preis nominiert waren ihre Hörspiele Zepellini (RBB/DLF 2008) und die Langfassung ihrer 10-teiligen Kurzhörspielreihe Etwas mehr links – Zehn Quickies für eine Nation mit rückläufiger Geburtenrate (RBB 2007). Es handelt sich um eine Satire auf eine Kampagne des Familienministeriums zur Korrektur der demographischen Entwicklung unter dem Motto: „Fortpflanzung, ich bin dabei!“ Für den Kurzhörspieltermin des RBB produzierte sie außerdem die 5-teilige Serie Shooting Leyla über einen etwas schusseligen Fotografen, bei der sie selbst Regie führte.
Für die Kürzesthörspielreihe „Wurfsendungen“ des Deutschlandradio Kultur entstand die 9-teilige Serie Die unglückliche Hausfrau.
Das Hörspiel Die letzte Schlacht (NDR 2011) bezichtigt sich selbst als „ein präpostkapitalistischen Bekennerschreiben“ und handelt von der Versenkung der Elbphilharmonie durch inzwischen arrivierte Althippies, die „autonome Gruppe Zweiter Frühling“.
Dunja Arnaszus erstes Kinderhörspiel Futsch spielt in der bundesbehördlichen Sammelstelle für abhandengekommene Gegenstände und Gefühle, wo man alles verloren Geglaubte gegen eine geringe Verwaltungsgebühr zurückkaufen kann.

## Hörspiele

### Autorin
- 2006 Nebeneinander Gehen. Regie: Christine Nagel (DLF) Slabbesz-Hörspielpreis
- 2007 Die unglückliche Hausfrau, Wurfsendungen. Regie: Judith Lorentz (DLR)
- 2007 Etwas mehr links. Zehn Quickies für eine Nation mit rückläufiger Geburtenrate. Regie: Judith Lorentz (RBB), (Hörspiel des Monats August 2007)
- 2008 Zeppelini. Regie: Ulrich Gerhardt (RBB/DLF) (2. Preis der Zonser Hörspieltage 2009)
- 2009 Die Nächsten Besten – ein familiäres Phantasma. Regie: Christine Nagel (NDR)
- 2010 Futsch, Kinderhörspiel. Regie: Judith Lorentz (DLR)
- 2011 Shooting Leyla, eine hochauflösende Verfolgungsjagd. Regie: die Autorin (RBB)
- 2011 Die letzte Schlacht. Ein präpostkapitalistisches Bekennerschreiben. Regie: die Autorin und Heike Tauch (NDR)
- 2012 Schrille Post. Adoleszente Verwirrungen im großstädtischen Babel. Regie: die Autorin (SWR)
- 2012 Going Apeshit – Primatenforschung in Nigeria. Regie: die Autorin (SWR)
- 2013 Wir fallen nicht. Regie: die Autorin (DLF)
- 2016 Der Richtige, Regie: die Autorin (MDR)
- 2018 Efeu, Regie: die Autorin (MDR)
- 2018 Menschentiere, Regie: die Autorin (RBB/DLF Kultur)
- 2019 Außergewöhnliche Belastung, Regie: die Autorin (WDR/DLF Kultur)
- 2020 Was ich hätte sagen sollen - Ein schlagfertiges Hörspiel im Nachhinein, Regie: die Autorin (MDR)
- 2021 Tabula rasa (2-teilig), Regie: die Autorin (RBB)
- 2024 Den Hund begraben, Regie: die Autorin (RBB)

### Regie
- 2021 Der Ausbruch von Jutta Profijt, MDR.
- 2023 Öl und Bienen von Torsten Schulz, RBB.

### Sprecherin
- 2009: Florian Goldberg/Heike Tauch: Es wird Fragen geben. Ein west-östliches Tagebuch – Regie: Heike Tauch (Hörspiel – WDR)